# Гиршзон, Авраам
Авраа́м Гиршзо́н (11 февраля 1941, Тель-Монд, Центральный округ — 7 марта 2022) — израильский политический и государственный деятель, занимал посты министра финансов, связи и туризма Израиля.
Избран в Кнессет 10-го созыва от «Ликуда». Через полгода уволился, чтобы войти в «Гистадрут». Был депутатом кнессета 13-го созыва. С 2003 по 2005 год возглавлял финансовую комиссию. В январе 2005 года сменил Гидеона Эзру на посту министра туризма. Входил в партию «Кадима» с момента её создания. Занимал в правительстве посты министра финансов, министра связи и министра туризма.
В 2006 году против Гиршзона возбуждено дело по обвинению в коррупции, хищениях, злоупотреблении служебным положением, подделке официальных документов в 1999—2002 годах. В марте 2007 года начато следствие по подозрению в хищениях из национального объединения трудящихся «Гистадрут леумит» и добровольного товарищества «Нили», где он был председателем. Тогда же организация «Судебный форум за Страну Израиля» подала в иск в Верховный суд с требованием отстранить Гиршзона ввиду нахождения под следствием.
Авраам Гиршзон был признан виновным в краже четырёх миллионов шекелей из Гистадрута, приговорён к 5 годам и 5 месяцем тюремного заключения и штрафу 450 000 шекелей.